# Gouvernorat central
Le gouvernorat central (arabe : المحافظة الوسطى Al Muhafazah al Wustah) était l'un des cinq gouvernorats de Bahreïn. Il disparait en 2010.
Son territoire s'étend sur une bonne partie du quart nord-est de l'île principale, ainsi que celle de Sitra.